# Jørgen Reenberg

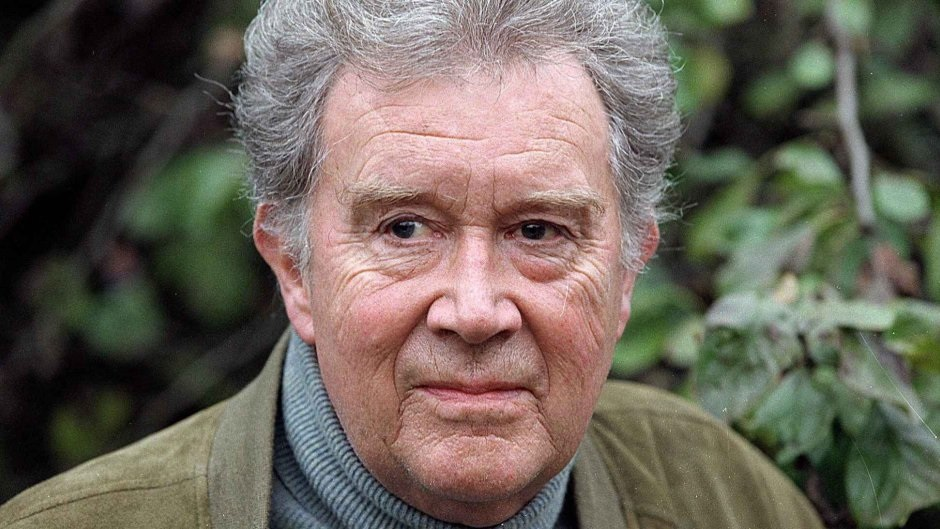
Jørgen Reenberg, 2007

Jørgen Reenberg (* 8. November 1927 in Frederiksberg; † 9. November 2023) war ein dänischer Schauspieler.

## Leben
Jørgen Reenberg war der Sohn der beiden Schauspieler Holger Reenberg und Ellen Carstensen Reenberg. Seine Schwestern waren die Regisseurin Annelise Reenberg und die Schauspielerin Elga Svendsen, sein Halbbruder der Schauspieler Palle Reenberg. Von 1944 bis 1948 absolvierte er seine Schauspielausbildung am Königlichen Theater Kopenhagen und debütierte dort während seines Studiums im Jahr 1947 auf der Bühne. Außerdem verbrachte er einige Zeit seines Schauspielstudiums beim französischen Schauspieler René Simon in Paris. Anschließend wurde er festes Ensemblemitglied seines Theaters und war bis 1960 unter anderem in Filmen wie So beginnt ein Leben, So beginnt ein Leben und Der Störenfried zu sehen. In dieser Zeit erhielt er ein Angebot über einen 7-jährigen Vertrag von Metro Goldwyn Mayer, was er allerdings zugunsten seiner Karriere in Dänemark ablehnte.
Obwohl Reenberg noch in Filmen wie Die Augen des Wolfes, Europa und Dina – Meine Geschichte zu sehen war, verbrachte er die meiste Zeit seiner Karriere auf dänischen Theaterbühnen. Vielfach wurde er dafür ausgezeichnet. So erhielt er 1972 den Teaterpokalen und 1994 den Lauritzen-Preis. Für seine 54-jährige Theaterkarriere wurde er im Jahr 2000 mit dem Ehrenpreis der renommierten nationalen Theaterauszeichnung Reumert ausgezeichnet, wobei sechs Jahre später, für seine Nebenrolle in Henri Nathansens Indenfor murene eine weitere Auszeichnung als Bester Hauptdarsteller folgte. Reenberg wirkte von 1948 bis 2006 als Schauspieler vor der Kamera in mehr als 50 Film-und-Fernsehproduktionen mit. Er war gelegentlich als Synchronsprecher für Animationsfilme und Zeichentrickfilme aktiv.
Mit ..men voksen blev jeg aldrig veröffentlichte Reenberg 2012 seine Autobiografie.
Reenberg wurde am 3. Dezember 1998 von Königin Margrethe II. von Dänemark mit der dänischen Verdienstmedaille Ingenio et arti ausgezeichnet.

## Privates
Jørgen Reenberg war zweimal verheiratet. In erster Ehe ab 1955 für einige Jahre mit Marianne Zobel, mit der er einen Sohn (* 1956) hatte. In zweiter Ehe war er von 1970 bis 1978 mit der Schauspielerin Ghita Nørby verheiratet. Die Ehe blieb kinderlos.
Reenberg starb am 9. November 2023, einen Tag nach seinem 96. Geburtstag. Seine Grabstätte befindet sich auf dem Søllerød-Kirkegard.

## Wissenswertes
Jørgen Reenberg erlitt Anfang 2006 einen leichten Schlaganfall, der keine gesundheitlichen Folgeschäden hinterließ. Als Krankheitsvertretung übernahm sein Schauspielkollege John Hahn-Petersen kurzfristig seine Rolle im Nathansen-Stück Indenfor Murene (Innerhalb der Mauern) am Königlichen Theater. Nur kurz vor der Aufführung starb Hahn-Petersen in der Garderobe jedoch an einem Herzinfarkt, was die Verpflichtung eines weiteren Ersatzdarstellers dringend notwendig machte.

## Filmografie (Auswahl)
- 1949: So beginnt ein Leben (Vi vil ha' et barn)
- 1953: So beginnt ein Leben (Far til fire)
- 1957: Sei lieb zu mir (Ingen tid til kærtegn)
- 1960: Der Störenfried (Flemming og Kvik)
- 1965: Ich eine Frau (Jeg – en kvinde)
- 1986: Die Augen des Wolfes (Oviri)
- 1991: Europa
- 2002: Dina – Meine Geschichte (Jeg Er Dina)